# Метростанция „Западен парк“
Вижте пояснителната страница за други значения на Западен парк.
Метростанция „Западен парк“ е станция на Софийското метро. Станцията се обслужва от линии М1 и М4 и е въведена в експлоатация на 28 януари 1998 г.

## Местоположение
Метростанцията се намира в източната част на ж.к. „Люлин“, в близост до Западния парк. Ситуирана е под пътното платно на бул. „Царица Йоанна“, между бул. „Д-р Петър Дертлиев“ и бул. „Луи Пастьор“. Станцията има 8 вход/изхода, разположени на всички ъгли на кръстовището на бул. „Царица Йоанна“ и бул. „Д-р Петър Дертлиев“ и два близо до бул. „Луи Пастьор“, както и топла връзка с построен наблизо търговски център.
Достъпност до перона е осигурена с асансьор в източния вестибюл, достъпен през вход/изходи от 3 до 8.
| № | Име на вход/изход       | Достъпност                        |
| - | ----------------------- | --------------------------------- |
| 1 | бул. Джавахарлал Неру   |                                   |
| 2 | ж.к. Люлин 10           |                                   |
| 3 | ул. Орион               | асансьор                          |
| 4 | бул. Царица Йоанна      |                                   |
| 5 | бул. Д-р Петър Дертлиев |                                   |
| 6 | Западен парк            |                                   |
| 7 | Търговски център        | топла връзка, ескалатор, асансьор |
| 8 | ж.к. Люлин 7            | рампа                             |

## Архитектура
Перонът е островен, безколонен тип с висок плафон. Таванът и стените му са облицовани с алуминиеви пана 75х75 cm. Над гранитния цокъл има резедаво оцветени ивици от по два реда облицовъчни елементи, а над тях през равни разстояния са оформени пана с размери 3х3 m оцветени в същия цвят. Останалата част от стените и тавана са в бял цвят, като част от облицовъчните елементи са релефни с кръгли вдлъбнатини.
Подът е от полиран сив гранит тип „Черноморец“, с надлъжна стъпаловидна ивица по средата от черно „Габро“, в която са монтирани групи метални пейки оцветени в зелено. Осветлението е монтирано в две надлъжни кръгли тръби.
На станцията е монтирана автоматична портална платформа.
Архитекти: арх. Детелин Мушев и арх. Сиракова.

## Връзки с градския транспорт

### Автобусни линии
Метростанция „Западен парк“ се обслужва от 1 автобусна линия от дневния градски транспорт и 1 линия от нощния транспорт:
- Автобусни линии от дневния транспорт: 310
- Автобусни линии от нощния транспорт: N1

### Трамвайни линии
Метростанция „Западен парк“ се обслужва от 1 трамвайна линия:
- Трамвайни линии: 8

### Тролейбусни линии
В близост до метростанция „Западен парк“ се намират спирките на 1 тролейбусна линия:
- Тролейбусни линии: 7